# Guénrikh Iagoda
Guénrikh Grigórievitx Iagoda (Ríbinsk, 7 de novembre de 1891 – Moscou, 15 de març de 1938) va ser un funcionari de seguretat soviètic que exercí el càrrec de director de l'NKVD, l'agència de seguretat i intel·ligència soviètica durant l'era de Stalin, entre 1934 i 1936. Nomenat per al càrrec per Ióssif Stalin, Iagoda supervisà la detenció, el judici i l'execució dels Vells Bolxevics Lev Kàmenev i Grigori Zinóviev, fets que marcarien l'inici de la Gran Purga.
Igual que molts altres policies secrets soviètics de la dècada de 1930, Iagoda va acabar sent ell mateix víctima de la Purga. Va ser rellevat de la direcció de l'NKVD per Nikolai Iejov el 1936 i detingut el 1937. Acusat pels crims de sabotatge, espionatge, trotskisme i conspiració, Iagoda va ser un dels acusats durant el Judici dels Vint-i-un, el darrer dels principals judicis espectacle soviètics de la dècada del 1930. Poc després de la seva confessió i judici, Iagoda va ser considerat culpable i executat.

## Biografia
Iagoda va néixer a Ríbinsk, al si d'una família jueva. Va unir-se als bolxevics el 1907. Contràriament als rumors que ell mateix inventà, mai no va ser farmaceutic, sinó que va ser aprenent de gravador al taller del pare de Iakov Sverdlov. Es casà amb la neboda de Sverdlov, Ida Averbatx, la qual cosa li permeté després de la Revolució d'Octubre de 1917 escalar pels rangs de la Txekà (l'agència predecessora de l'NKVD), esdevenint el segon de Fèliks Dzerjinski al setembre de 1923. Després del nomenament de Dzerjinski com a President del Consell Nacional Suprem d'Economia el gener de 1924, Iagoda esdevingué el director real del Gosudarstvennoie Polititxeskoie Upravlenie, car el vicepresident Viatxeslav Menjinski tenia poca autoritat a causa de la seva malaltia. La troika Zinóviev-Kàmenev-Stalin volien una direcció simbòlica representada per Dzerjinski i Menjinski i una direcció efectiva representada per Iagoda, el qual no era Comissari del Poble ni membre del Comitè Central per assegurar-se que el GPU fos lleial al Partit. El 1931, Iagoda va ser degradat a vicepresident segon.

### Cap de l'NKVD
El 10 de juliol de 1934, dos mesos després de la mort de Menjinski, Stalin aprovà que Iagoda fos nomenat Comissari del Poble d'Afers Interns, càrrec que comportava la direcció de la policia regular i secreta, l'NKVD.
Iagoda va ser notori per la seva afecció a les apostes i per ser un faldiller. Pot ser que estigués involucrat amb l'assassinat del seu superior, Menjinski, de qui posteriorment va ser acusat d'enverinar, així com del popular director del Partit de Leningrad i adversari de Stalin, Serguei Kírov, qui va ser assassinat al desembre de 1934 per Leonid Nikolàiev.
Iagoda supervisà el procés interrogatori resultant durant el primer Judici Espectacle de Moscou i la posterior execució dels antics polítics soviètics Grigori Zinóviev i Lev Kàmenev a l'agost de 1936, com a part de la Gran Purga de Stalin. Iagoda va ser un dels iniciadors dels sistema de camps de concentració del Gulag. Malgrat això, el 26 de setembre de 1936 va ser substituït per Nikolai Iejov, qui dirigí les purgues principals durant 1937-38.

### Caiguda en desgràcia
Inicialment va ser nomenat Comissari del Poble de Correus i Telègrafs; però, al març de 1937, el mateix Iagoda va ser detingut per ordre de Stalin. Iejov anuncià la detenció de Iagoda per traficar amb diamants, corrupció i d'espiar per Alemanya des que s'uní al Partit el 1907. Fins i tot, Iejov arribà a impregnar mercuri al seu propi despatx, acusant Iagoda de fer-ho per tal d'assassinar-lo. En registrar els seus domicilis va manifestar-se la vida desenfrenada dels caps de l'NKVD, trobant en particular molta roba de dona, així com una immensa col·lecció pornogràfica (3.904 fotografies i 11 pel·lícules), així com diversos objectes eròtics. A més, van trobar-se les bales extretes dels cervells de Zinóviev i Kàmenev amb la seva corresponent etiqueta (les quals van ser heretades per Iejov. Durant el Judici dels Setze, Iagoda va aconseguir extraure confessions dels acusats, però mostrant sense adonar-se'n que cap d'ells tenia diferències polítiques amb Stalin, un fet que el fiscal no va poder rebatre. Això enfurismà Stalin, car implicava que havia eliminat als acusats només per mantenir el seu únic poder polític. Iagoda ja s'havia guanyat l'enemistat de Stalin vuit anys abans, quan expressà la seva simpatia cap a Nikolai Bukharin, a qui Stalin havia expulsat dels cercles del poder.
Com un funcionari soviètic senyalà, el Cap no oblida res. Iagoda va ser culpat de traïció i conspiració contra el govern soviètic durant el Judici dels Vint-i-un al març de 1938. Soljenitsin va descriure a Iagoda com confiant en què seria alliberat per Stalin fins i tot durant el judici:
| « | Com que Stalin estava assegut allà a la sala, Iagoda confiava i insistia en demanar-li pietat directament: "T'ho demano!" "Per tu" he construït dos grans canals!". I un testimoni afirmà que durant un moment s'encengué un llumí darrera una finestra del segon pis de la sala, aparentment darrera d'una cortina de muselina, i es va poder veure una pipa. | » |

Iagoda va ser afusellat poc després del judici. El seu successor, Iejov, ordenà als guàrdies que el despullessin i el colpegessin nu just abans d'executar-lo per afegir-hi humiliació. Irònicament, Iejov patiria exactament el mateix tractament per ordres del seu successor, Lavrenti Béria, abans de morir en mans del mateix botxí, el Botxí en Cap de l'NKVD Vasili Blokhin, just dos anys després.
Aleksandr Orlov atribuí la següent conversa amb Iagoda durant els seus darrers dies a la presó de la Lubianka abans de ser executat. Quan el seu interrogador li preguntà si creia en Déu, Iagoda replica De Stalin no mereixo més que gratitud pel meu servei fidel; de Déu no mereixo més que el càstig més sever per haver violat els seus Manaments milers de vegades. Ara mira on estic i jutja per tu mateix: hi ha un Déu, o no...

## Condecoracions
- Orde de Lenin (n. 11)
- Orde de la Bandera Roja (2)
- Orde de la Bandera Roja de la RSFS de Rússia